# Dulwich Picture Gallery

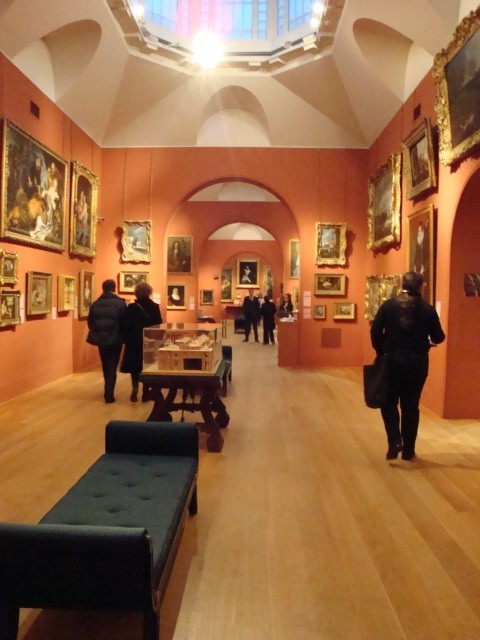
Expozice

Dulwich Picture Gallery je umělecká galerie nacházející se v Londýnském obvodu Bromley. Budova, v níž galerie sídlí, byla navržena roku 1811 je první účelovou stavbou pro uměleckou galerii na světě. Byla otevřena roku 1814.
Základním architektonickou charakteristikou budovy, jejímž autorem byl John Soane, je síť spojených místností osvětlených stropními okny bez oken ve stěnách. Pro vyvážení vzhledu exteriéru byly použity slepá okna.

## Historie sbírky
Základem sbírky je odkaz sira Edwarda Alleyna, který založil roku 1605 Dulwich college. Sbírku koncem 17. století rozšířil William Cartwright a zejména francouzský obchodník s obrazy Noël Desenfans a jeho přítel sir Francis Bourgeoise. Oba dva provozovali obchod s uměním v Londýně a roku 1790 byli pověřeni Polsko-Litevským králem Stanislavem II. Augustem vytvořit Národní polskou uměleckou sbírku. Po dobu pěti let cestovali po Evropě a nakupovali umělecká díla ale roku bylo 1795 Polsko rozděleno. Obchodníci se pokoušeli prodat sbírku u jiných královských dvorů ale nebyli úspěšní. Desenfans oslovil Britskou vládu s nabídkou věnovat sbírku jako základ British National Collection, ale byl odmítnut.
Desenfans proto přítele požádal, aby sbírku zachoval a umožnil její vystavení. F. Burgeoise sbírku zdědil roku 1807 a v závěti sbírku odkázal College of God's Gift s podmínkou, že bude pro ni postavena nová budova. Jako stavitele určil sira Johna Soana a ke 2 000 liber pro její výstavbu přispěla dalšími 4 000 librami vdova po Desenfansovi.
Galerie byla založena jako sídlo výtvarného umění a zároveň mauzoleum pro manžele Desenfansovy a F. Burgeoise.

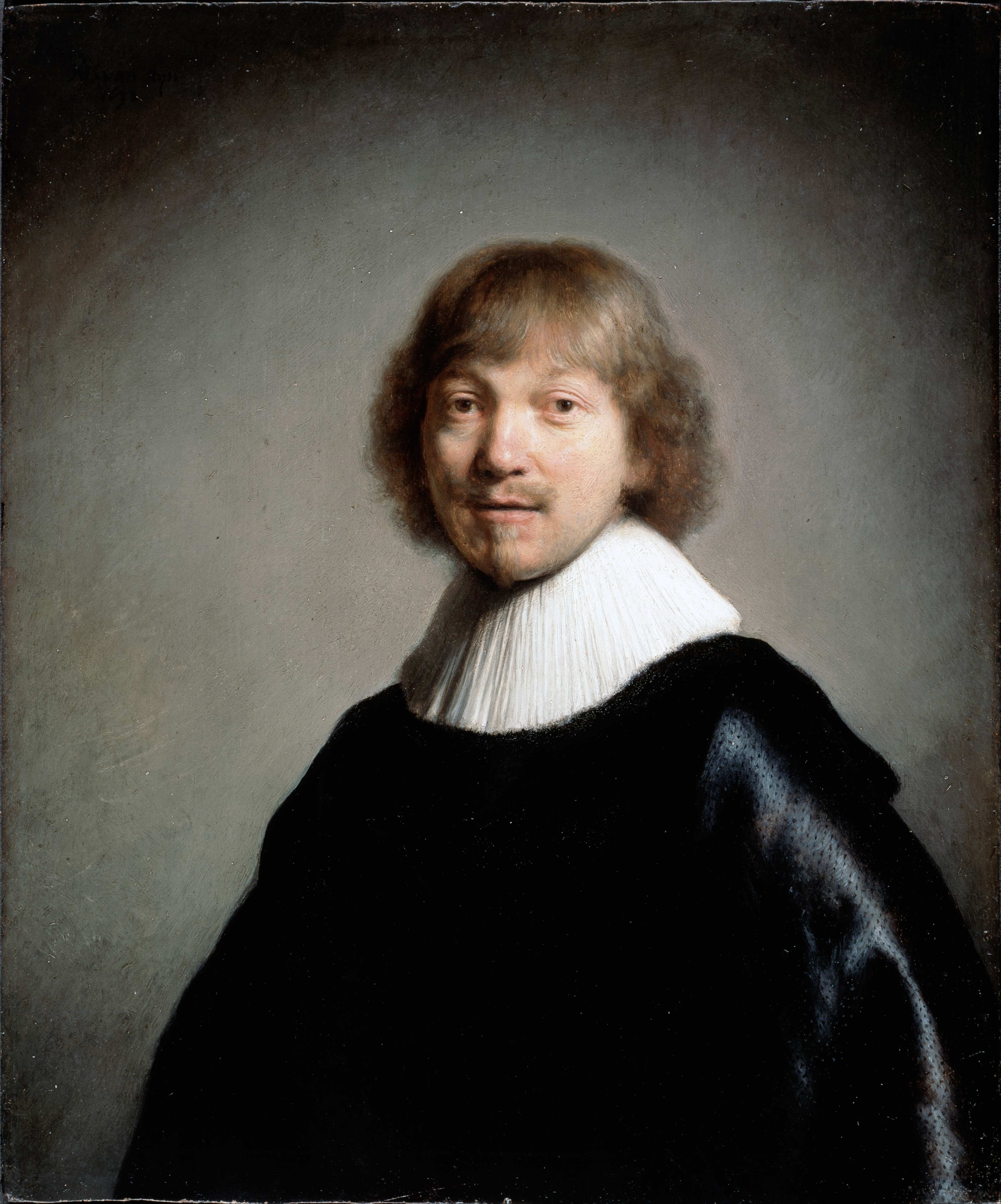
Rembrandt Harmensz van Rijn - Jacob III de Gheyn

Dulwich Picture Gallery byla zpřístupněna pro veřejnost roku 1817. Bourgeois a Desenfans, spolu s jeho manželkou jsou pohřbeni v mauzoleu, které se nachází v jednom křídle budovy galerie.
Během pobytů v Londýně (1973-75) přicházel studovat plátna starých mistrů v Dulwichské obrazárně i Vincent van Gogh a je zde podepsán v knize návštěv.
Galerii ve 20. století opakovaně navštívili zloději a malý Rembrandtův portrét Jacoba II de Gheyn byl ukraden již čtyřikrát.
Chudobinec v sousedství budovy muzea byl rekonstruován na výstavní prostory roku 1880 a další rozšíření muzea bylo realizováno počátkem 20. století.
Modernizace a dostavba obsahující kavárnu, nový vstup a zakrytý ochoz byla realizována roku 1999 z výtěžku Národní loterie a s přispěním sponzorů. Síň pořádá pravidelně výstavy a představuje i moderní umění (Howard Hodgkin, Henry Moore, Peter Randall-Page nebo Philip Hass).
Cena jednotlivé vstupenky pro dospělého (2006) - 6 £.
Dopravní spojení železnice - West Dulwich Station,North Dulwich.

## Sbírky
Kolekce Dulwich Picture Gallery obsahuje vybraný soubor evropských starých mistrů, obrazy většinou ze sedmnáctého a osmnáctého století nejvyšší kvality. Muzeum je malé, ale hostí často významné dočasné výstavy.

### Malby

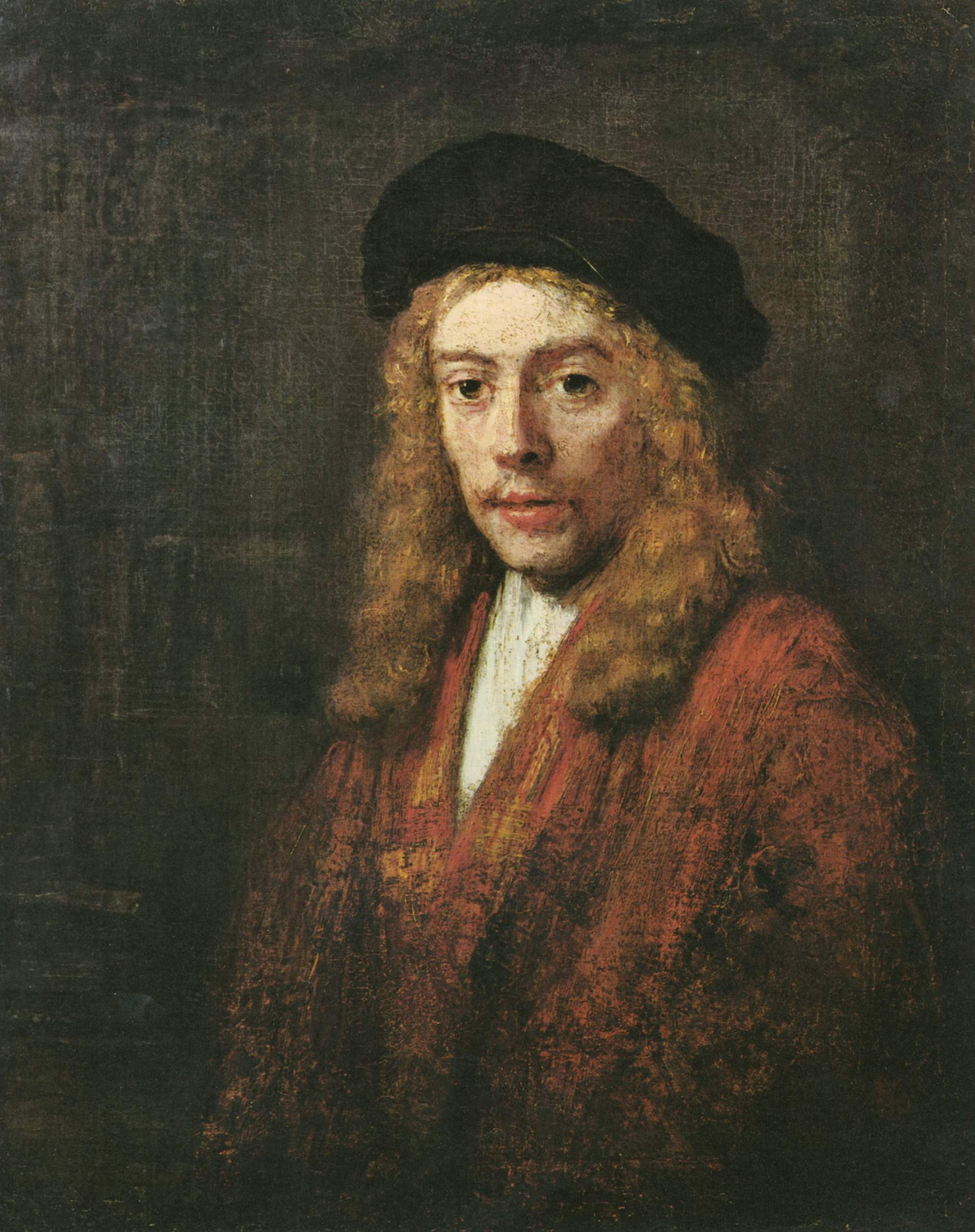
Rembrandt van Rijn - Mladý muž, pravděpodobně umělcův syn Titus (1663)

#### Holandská škola
- Cuyp, Aelbert - 11 uměleckých děl;
- Dou, Gerrit - 1 umělecké dílo;
- Hobbema, Meyndert - 1 umělecké dílo;
- Hooch, Pieter de - 2 umělecká díla;
- Neer, Aernout van der - 1 umělecké dílo;
- Ostade, Adriaen van - 5 uměleckých děl;
- Rembrandt van Rijn - 4 umělecká díla;
- Ruisdael, Jacob van - 4 umělecká díla;
- Velde, Adriaen van de - 2 umělecká díla;
- Velde, Willem van de...the Younger - 3 umělecká díla;
- Weenix, Jan - 1 umělecké dílo;
- Wouwerman, Philip - 12 uměleckých děl;

#### Anglická škola
- Gainsborough, Thomas - 7 uměleckých děl;
- Hogarth, William - 2 umělecká díla;
- Landseer, Sir Edwin - 1 umělecké dílo;
- Lawrence, Thomas - 3 umělecká díla;
- Reynolds, Joshua - 9 uměleckých děl;
- Constable, John - 1 umělecké dílo;

#### Vlámská škola
- Marcus Gheeraerts the Younger - 1 umělecké dílo;
- Rubens, Peter Paul - 12 uměleckých děl;
- Teniers, David - 19 uměleckých děl;
- Van Dyck, Anthony - 5 uměleckých děl;

#### Francouzská škola
- Dughet, Gaspard - 4 umělecká díla;
- Fragonard, Jean-Honoré - 1 umělecké dílo;
- Gellée, Claude - 4 umělecká díla;
- Poussin, Nicolas - 6 uměleckých děl;
- Vernet, Claude-Joseph - 6 uměleckých děl;
- Watteau, Jean-Antoine - 2 umělecká díla;

#### Italská škola
- Canaletto, (Giovanni Antonio Canal) - 2 umělecká díla;
- Carracci, Annibale - 4 umělecká díla;
- Guercino, (Giovanni Francesco Barbieri) - 2 umělecká díla;
- Raphael, (Raffaello Sanzio) - 2 Umělecká díla;
- Reni, Guido - 2 umělecká díla;
- Ricci, Sebastiano - 2 umělecká díla;
- Tiepolo, Giovanni Battista - 3 umělecká díla;
- Vasari, Giorgio - 1 umělecké dílo;
- Veronese, Paolo - 1 umělecké dílo;
- Zuccarelli, Francesco - 3 umělecká díla;

#### Španělská škola
- Murillo, Bartolomé-Esteban - 4 umělecká díla;